# بوليط نضر
بوليط نضر (الاسم العلمي:Boletus viridis ) هو نوع الفطريات يتبع جنس البوليط من الفصيلة البوليطية.